# Michel Micombero
Ne doit pas être confondu avec le journaliste et grand reporter congolais Daniel Michombero.
Pour les articles homonymes, voir Michel et Michombero.
Michel Micombero, né le 26 août 1940 à Rutovu et mort le 16 juillet 1983 à Mogadiscio, est un officier et homme d'État burundais. Il est premier ministre du 11 juillet au 28 novembre 1966 puis premier président de la république du Burundi du 28 novembre 1966 au 1er novembre 1976.

## Biographie
D'origine tutsi, il renverse en 1966, alors qu'il est capitaine, le roi Ntare V et proclame la république dont il devient le président. Il instaure une dictature militaire, soutenu par le parti unique UPRONA et par la communauté tutsi, puis en 1971, réprime les libéraux tutsis. Il élimine physiquement l’élite politique et militaire hutu au mois avril 1972 à la suite d'une tentative de coup d'État fomentée par des officiers Hutus, il fait massacrer entre 100 000 et 300 000 Hutus (voir : Ikiza). Tombant dans une dérive extrémiste[pas clair], il est renversé en 1976 par le colonel Jean-Baptiste Bagaza et part en exil. Il s'installe en Somalie où il meurt à l'âge de 42 ans d'une crise cardiaque alors qu'il dort dans le lit d'hôpital où il a été admis après avoir subi une crise cardiaque des semaines auparavant.